# وسام الملك فيصل
وسام الملك فيصل هو وسام تقديري سعودي من فئة الدرجة الرابعة، يُمنح تقديراً للمتميزين في مجال خدمة الإسلام، والمجال الدبلوماسي، والمجالات العسكرية والأمنية. سمي الوسام على اسم الملك فيصل بن عبد العزيز آل سعود 

## التاريخ
صدر مرسوم في الرابع من ربيع الأول 1397هـ باسم نائب ملك المملكة العربية السعودية باستحداث وشاح الملك فيصل ووسام الملك فيصل بخمس درجات.

## الوصف
وسام الملك فيصل من الدّرجة الثّالثة يحتوي على اسم الملك فيصل ويتكوّن من قطعتين كما يأتي:
- الشّريطة: يتمّ إنتاج هذه الشّريطة من القماش الحريريّ، وهي شريطة ذات لون أبيض في المنتصف مع توشيحها باللون الأخضر من الجانبين، ويتعلّق بهذه الشّريطة رصيعة من الفضّة متوجّة باسم الملك فيصل.
- الرّصيعة: تتكوّن هذه الرّصيعة من الفضّة ويتمّ زخرفتها بالميناء الخضراء مع كتابة اسم الملك فيصل في وسطها، وتُحمل هذه الرّصيعة في أعلى الهة اليسرى من الصّدر.

## المستلمون البارزون

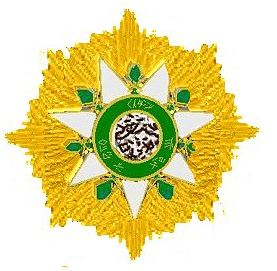
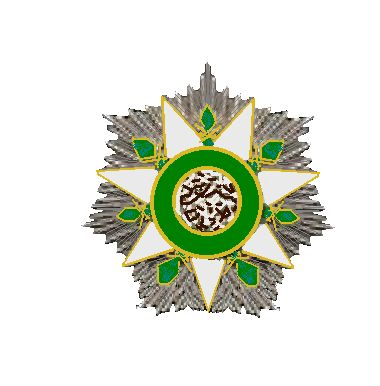
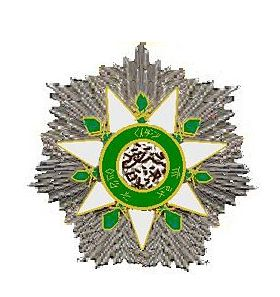

## الدرجات
مكون ثلاث درجات، تشمل:
- الدرجة الأولى:
- الدرجة الثانية:
- الدرجة الثالثة: